# Rapporto segnale/interferenza
Il rapporto segnale/interferenza (S/I o SIR, da  Signal to Interference Ratio) è il rapporto, in telecomunicazioni
, tra la potenza media del segnale utile e la potenza della somma dei segnali interferenti (segnali non utili che ricadono nella stessa banda del primo).
Viene chiamato anche rapporto portante/interferenza (C/I o CIR, da Carrier to Interference Ratio).
È uno degli elementi base per la pianificazione e gestione di un'infrastruttura di comunicazione radiomobile.